# Galeria Drezdeńska

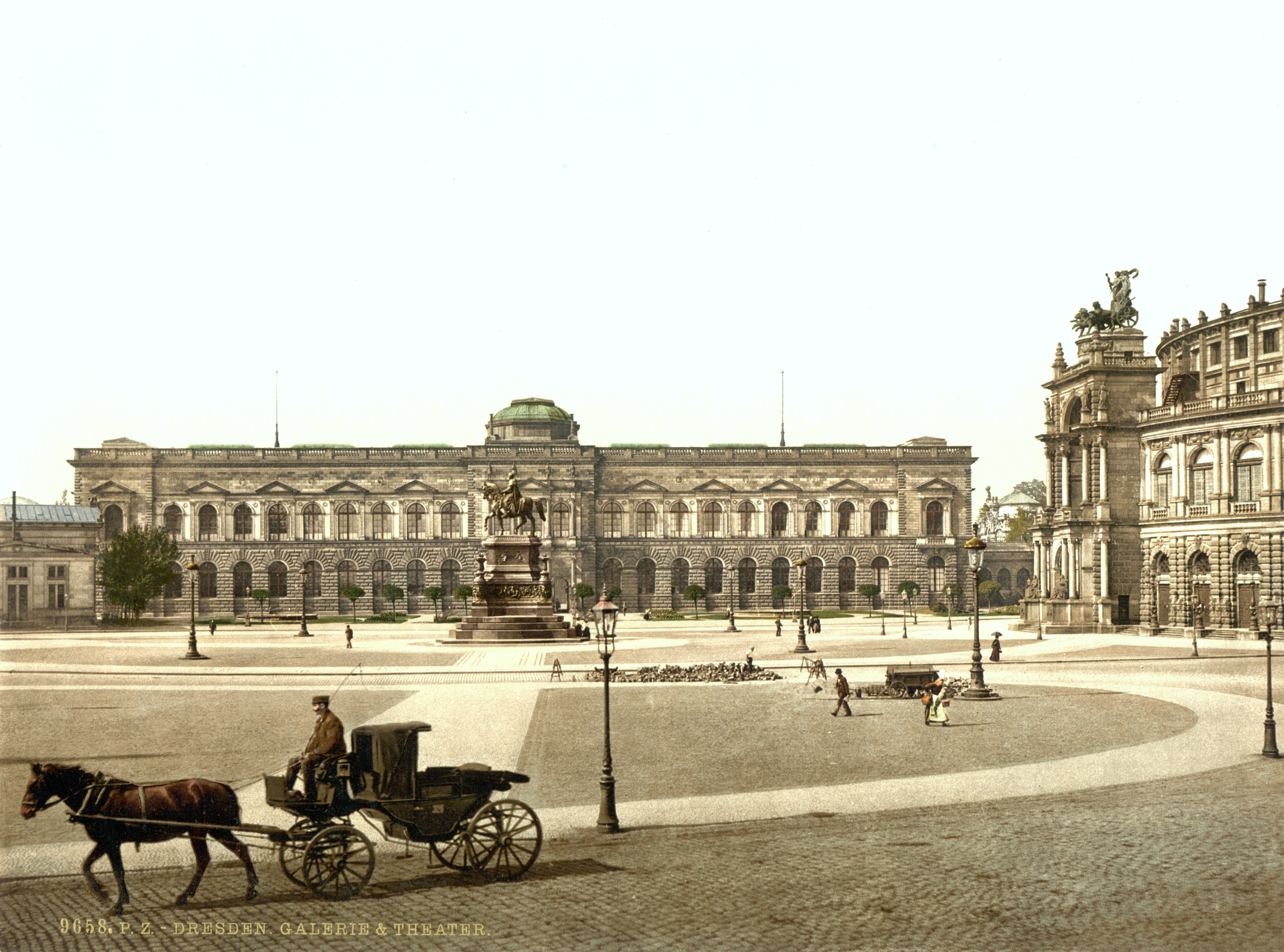
Budynek galerii w roku 1900

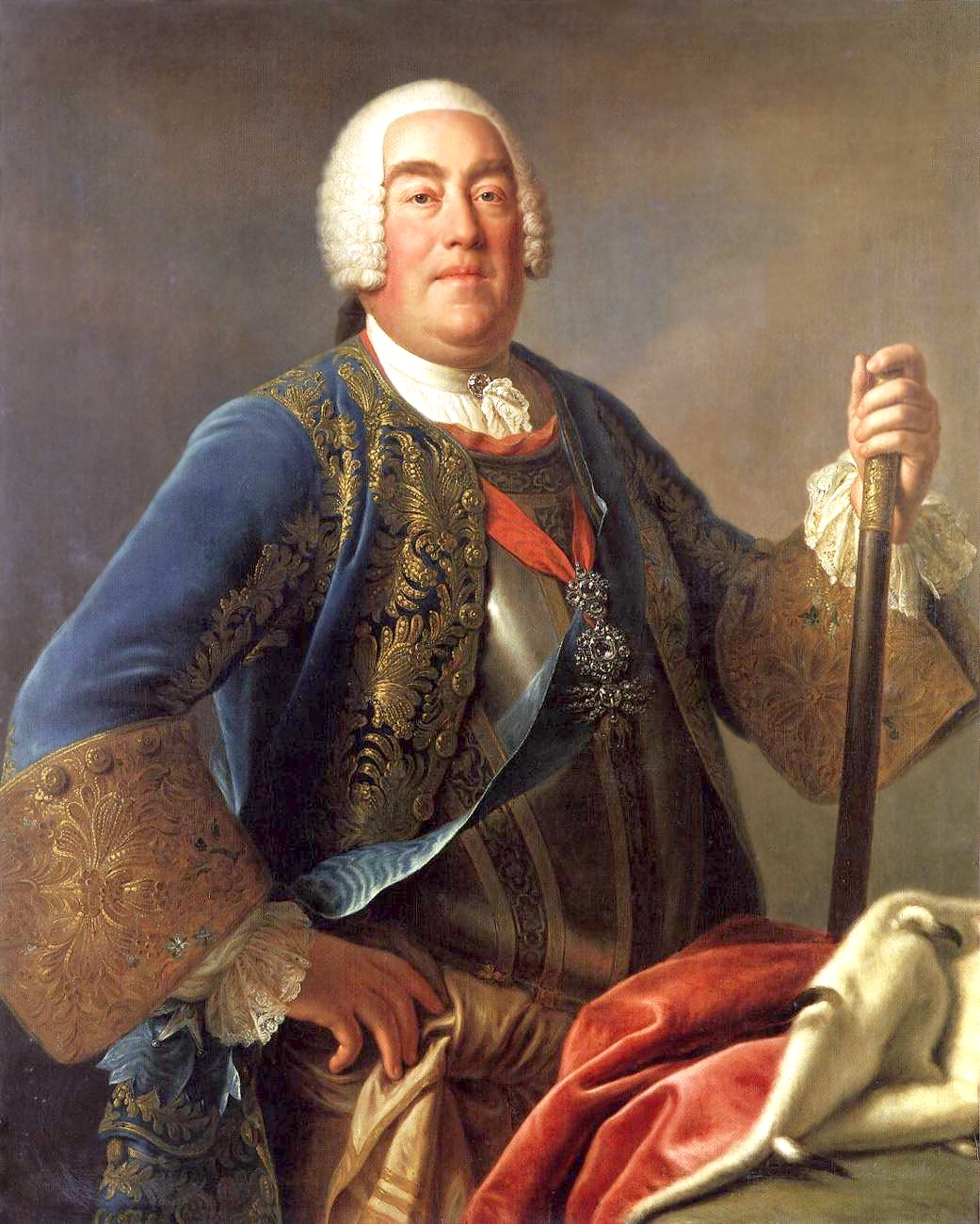
Portret Augusta III ze zbiorów drezdeńskich (Pietro Antonio Rotari)

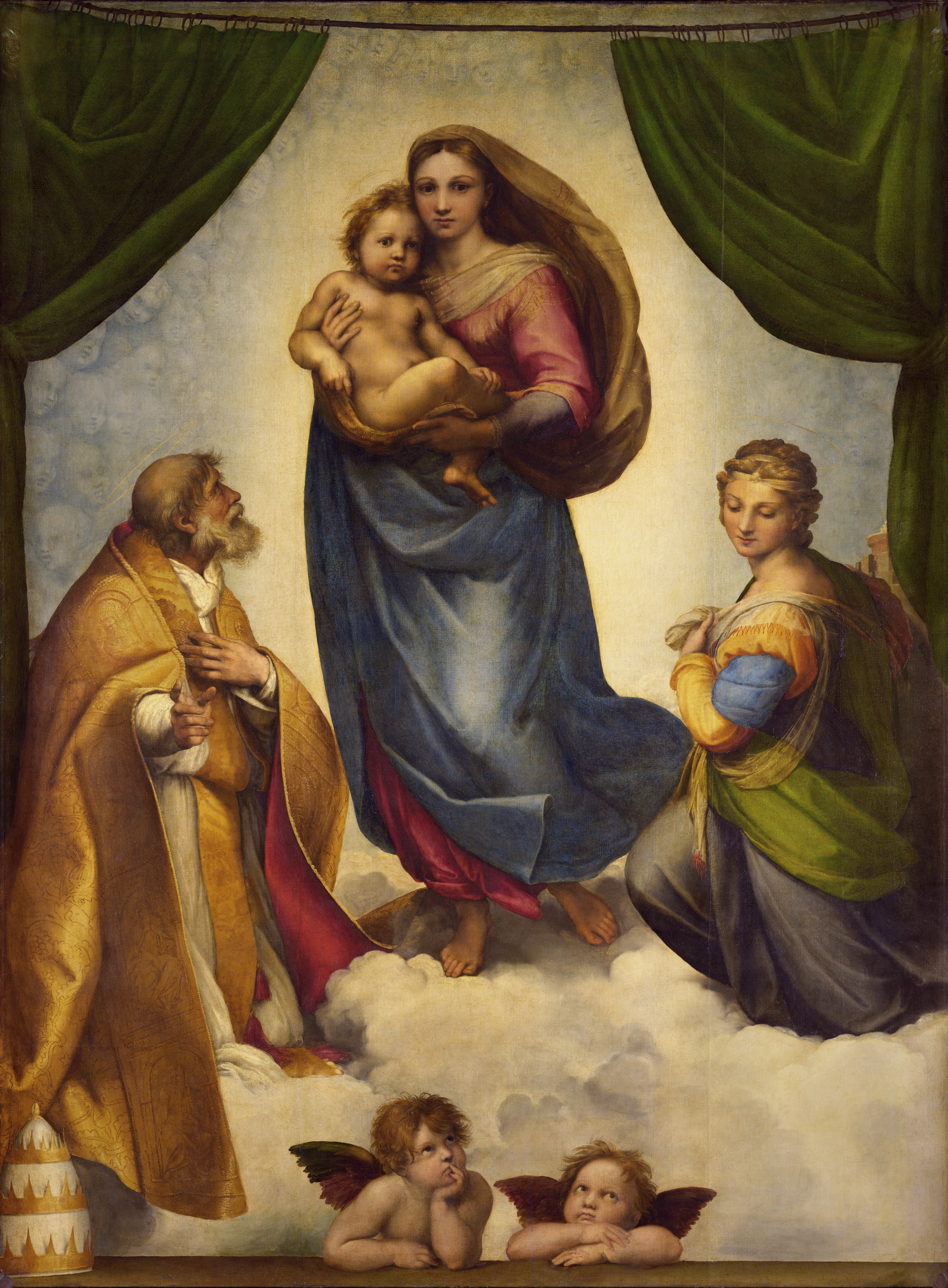
Rafael Santi Madonna Sykstyńska, 1514

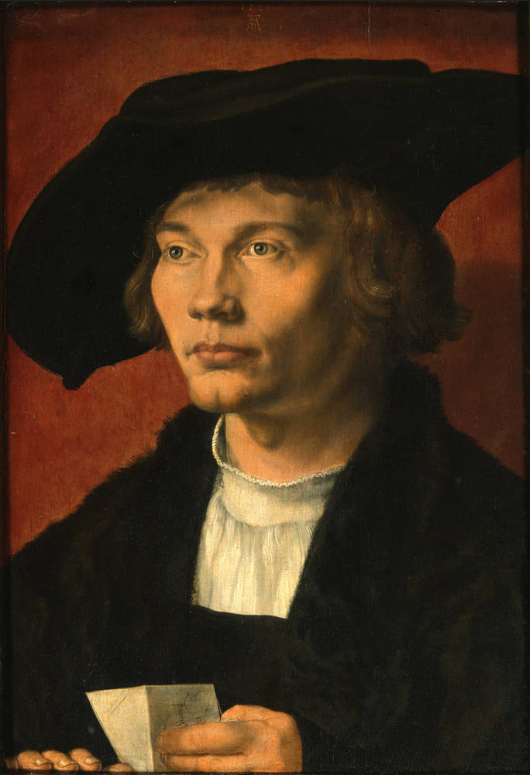
Albrecht Dürer – Portret Bernharda von Reesen, 1521

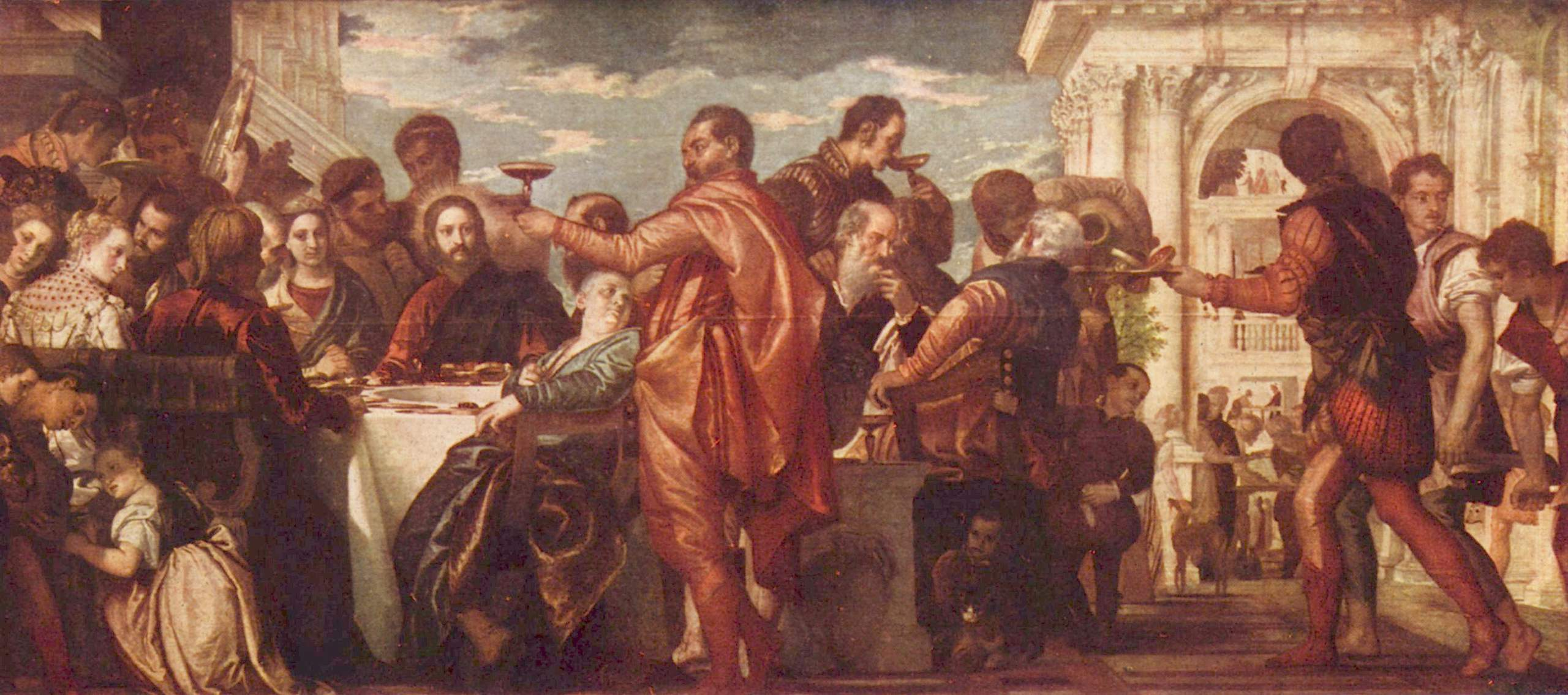
Paolo Veronese – Wesele w Kanie 1563

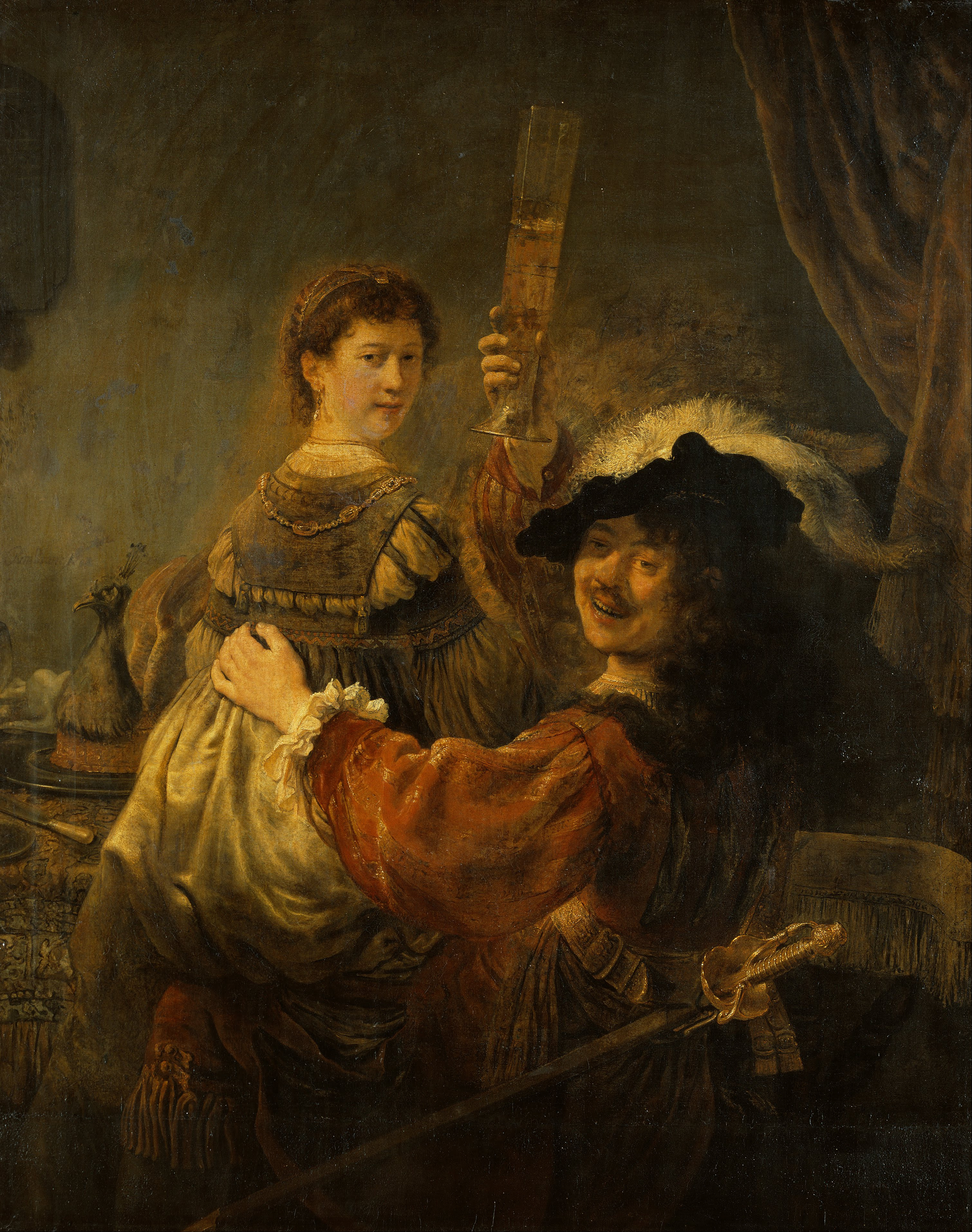
Rembrandt – Autoportret z Saskią 1636

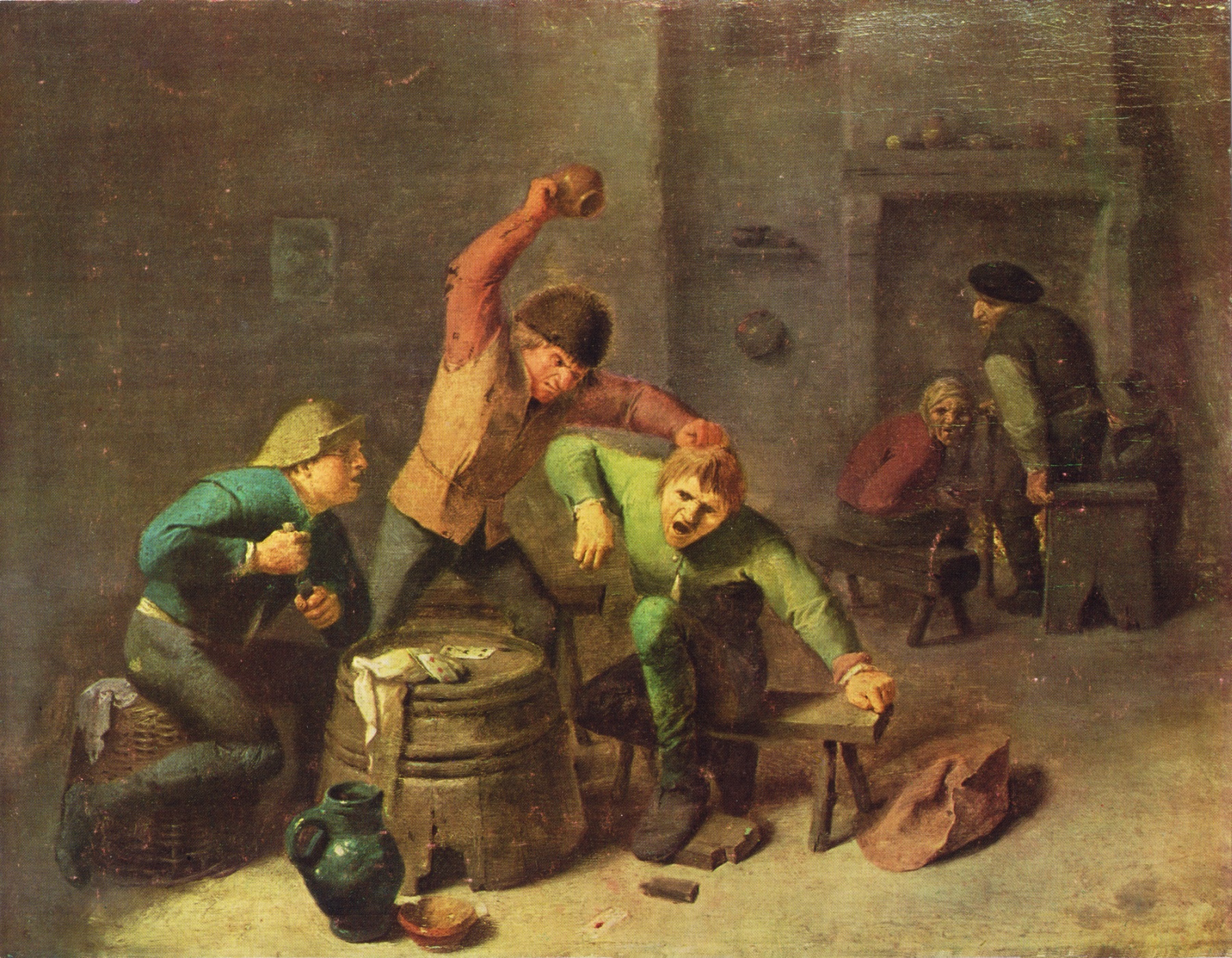
Adriaen Brouwer – Bójka 1640

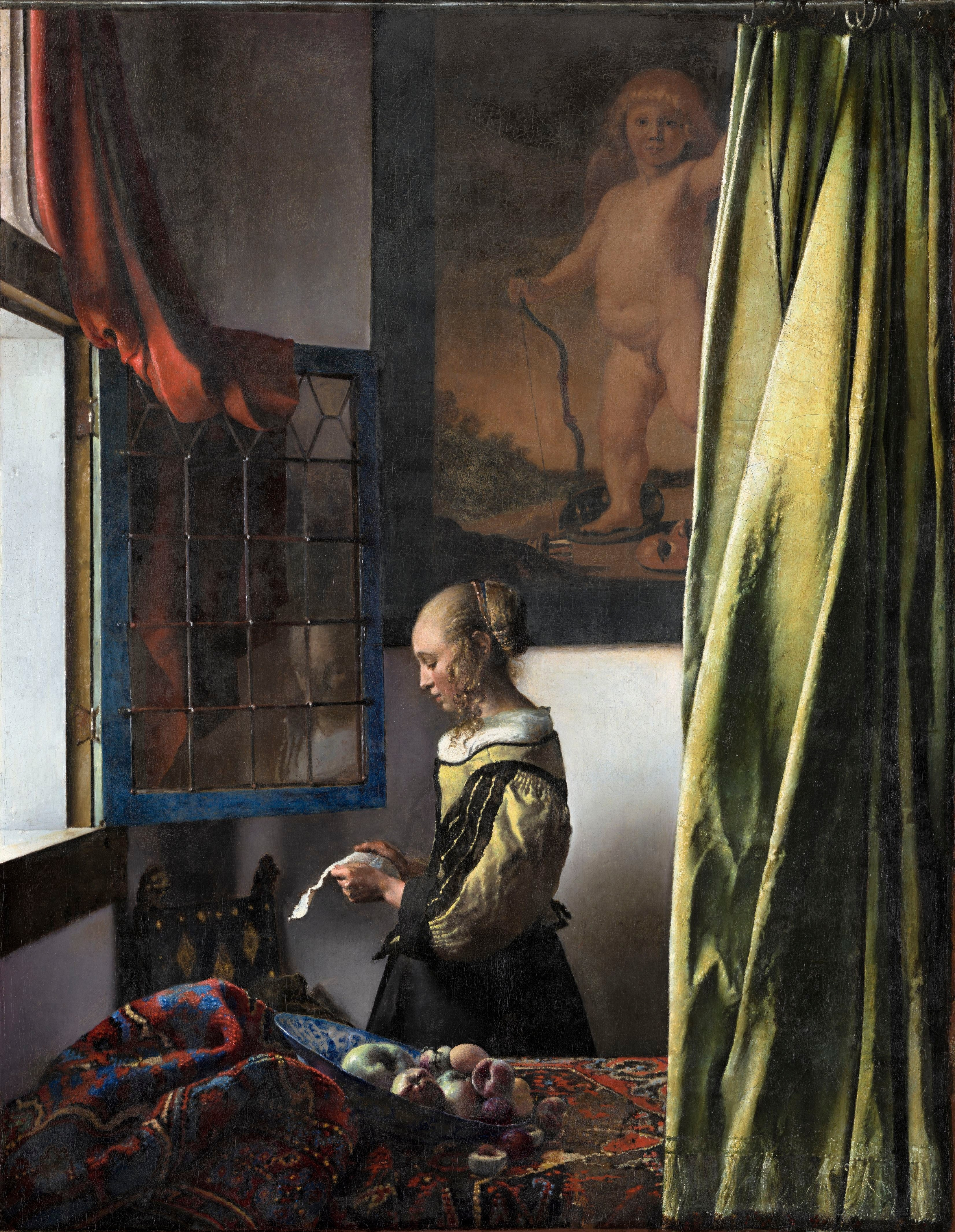
Vermeer Dziewczyna czytająca list 1658

Galeria Drezdeńska – muzeum Państwowych Zbiorów Sztuki w Dreźnie, jedna z największych kolekcji malarstwa europejskiego na świecie, która zwana jest Galerią Obrazów Starych Mistrzów (niem. Gemäldegalerie Alte Meister).

## Historia
Powstanie Galerii datuje się na rok 1560, kiedy książę elektor Saksonii, August, założył skarbiec. Był on pasjonatem historycznych militariów, a także zgromadził liczne zbiory malarstwa renesansowego, głównie niemieckiego. Na tej bazie zaczęła powstawać kolekcja, która stała się jedną z ważniejszych w dziejach muzealnictwa.
Przełomowym okresem w historii muzeum były czasy panowania elektorów saskich i królów Polski – Augusta II i Augusta III z dynastii Wettynów, którzy dokonali zakupów licznych dzieł rzeźbiarstwa, malarstwa i rzemiosła artystycznego, a także sprowadzili m.in. 70 obrazów z galerii cesarskiej w Pradze, 268 obrazów z galerii Dux. Kolejnym dużym krokiem było sprowadzenie ponad 100 dzieł sztuki (m.in. obrazy Holbeinów, Tycjana, Rubensa) ze zbiorów Francesco III d’Este – księcia Modeny.
Z powstaniem kolekcji Wettynów ma także związek twórczość, wówczas nadwornego, malarza Augusta III, Bernardo Bellotto, który od 1747 roku malował liczne weduty Drezna i Pirny. Spektakularnym wydarzeniem było nabycie z klasztoru w Piacenzy Madonny Sykstyńskiej pędzla Rafaela. Kontakty Wettynów z dworami francuskimi, hiszpańskimi i holenderskimi zaowocowały sprowadzeniem do Drezna kolejnych dzieł.
W latach 1847–1857 architekt Gottfried Semper wzniósł monumentalny budynek, będący, od tamtego czasu, integralną częścią Zwingeru. Z przeznaczeniem na nową siedzibę Galerii urządzono w nim po wojnie również Galerię Obrazów Nowych. W czasie ostatniej wojny gmach uległ poważnemu zniszczeniu, zbiory zostały ewakuowane, duża część z nich została wywieziona (m.in. do ZSRR). Po odbudowie gmachu, przywróceniu i rewindykacji wywiezionych dzieł, Galerię udostępniono zwiedzającym.

## Zbiory
Galeria Drezdeńska mieści pokaźne zbiory malarstwa europejskiego XV–XVIII w.

### Malarstwo włoskie
- Andrea del Sarto – Ofiara Abrahama;
- Antonello da Messina – Święty Sebastian;
- Sandro Botticelli – Ostatni cud i śmierć św. Zenobiusza;
- Giovanni Antonio Canal – Widok Wielkiego Kanału na wschód, Widok Wielkiego Kanału z Palzzo Balbi, Rio dei Mendicanti, Widok Wielkiego Kanału z mostu Rialto;
- Bernardo Bellotto – Widok na Nowe Miasto w Dreźnie, Stary Rynek w Dreźnie, Widok na Zwinger i Oranżerię, Widok na Nowy Rynek z Kościołem NMP, Burzenie kościoła św. Krzyża, Widok na Drezno zza Łaby, Widok na Zwinger, Panorama Pirny od strony Łaby, Rynek w Pirnie, Pirna widziana z zamku Sonnenstein, Widok na Pirnę od południa;
- Annibale Carracci – Tronująca Maria i św. Mateusz, Cierniem koronowanie;
- Correggio – Madonna i św. Łukasz, Madonna i św. Jerzy;
- Giorgione – Śpiąca Wenus;
- Guercino – Święty Franciszek z aniołem;
- Lorenzo di Credi – Madonna z Dzieciątkiem i św. Janem Chrzcicielem, Święta Rodzina;
- Giuseppe Maria Crespi – Siedem sakramentów (cykl siedmiu obrazów);
- Andrea Mantegna – Święta Rodzina;
- Palma il Vecchio – Trzy siostry, Wenus, Jakub i Rachel;
- Pinturicchio – Portret młodzieńca;
- Rafael Santi – Madonna Sykstyńska;
- Guido Reni – Pijący Bachus, Leżąca Wenus z Kupidynem;
- Ercole de’ Roberti – Pasja;
- Pietro Antonio Rotari(inne języki) – Portrety Augusta III i jego żony Marii;
- Giovanni Battista Tiepolo – Wizja św. Anny;
- Jacopo Tintoretto – Uwolnienie Arsinoe;
- Tycjan – Kobieta z chorągiewką, Mężczyzna z palmą, Grosz czynszowy;
- Paolo Veronese – Rodzina Coccinich adorująca Marię, Zmartwychwstanie, Wesele w Kanie.

### Malarstwo niderlandzkie
- Joos van Cleve – Pokłon Trzech Króli;
- Jan van Eyck – Tryptyk;
- Hans Memling – Portret Antoniego Burgundzkiego.

### Malarstwo flamandzkie
- Antoon van Dyck – Portret mężczyzny w zbroi;
- Jan Davidszoon de Heem – Martwa natura z ptasim gniazdem, Martwa natura z kwiatami i owocami;
- Jacob Jordaens – Diana i Akteon;
- Peter Paul Rubens – Polowanie na dzika, Betszeba przy fontannie, Diana wracająca z polowania, Merkury i Argus, Pijany Herkules, Leda z łabędziem.

### Malarstwo holenderskie
- Gerrit Adriaenszoon Berckheyde – Plac Damm w Amsterdamie, Wnętrze kościoła św. Bawona w Haarlemie;
- Adriaen Brouwer – Bójka;
- Pieter Claesz – Martwa natura;
- Jan van Goyen – Studnia i chłopska chata, Rzeka zimą;
- Frans Hals – Portret mężczyzny;
- Willem Claesz Heda – Śniadanie z jeżynami;
- Meindert Hobbema – Młyn Wodny;
- Gerrit van Honthorst – Dentysta;
- Gabriël Metsu – Handlująca kogutami, Kobieta z kogutami, Portret artysty z żoną Isabellą de Wolff;
- Adriaen van Ostade – Malarz w atelier;
- Paulus Potter – Stado bydła;
- Rembrandt – Portret młodej Saskii, Saskia z kwiatem, Porwanie Ganimedesa, Autoportret z Saskią;
- Jacob van Ruisdael – Klasztor;
- David Teniers II – Kermesse (Nocny festiwal) przy oberży;
- Gerard ter Borch – Oficer piszący list, Kobieta myjąca ręce, Grająca na lutni;
- Jan Vermeer – U stręczycielki, Dziewczyna czytająca list;
- Philips Wouwerman – Bitwa kawalerii z płonącym wiatrakiem w tle, Po polowaniu.

### Malarstwo niemieckie
- Lucas Cranach starszy – Adam i Ewa, Portrety Henryka Pobożnego księcia Saksonii i żony Katarzyny z Meklemburgii, Męczeństwo św. Katarzyny;
- Lucas Cranach młodszy – Adam i Ewa;
- Albrecht Dürer – Portret Bernharda von Reesen, Tzw. Tryptyk Drezdeński, Siedem Boleści Marii;
- Hans Holbein – Portret podwójny:Thomasa Godsalve i jego syna Johna, Portret Charles’a de Solier.

### Malarstwo francuskie
- Claude Lorrain – Pejzaż ze Świętą Rodziną odpoczywającą w drodze do Egiptu, Acis i Galatea;
- Nicolas Poussin – Pokłon Trzech Króli, Pan i Syrinx, Imperium Flory;
- Jean Antoine Watteau – Festiwal miłości.

### Malarstwo hiszpańskie
- El Greco – Chrystus uzdrawiający ślepego;
- Bartolomé Esteban Murillo – Maria z Dzieciątkiem;
- Jusepe de Ribera – Diogenes;
- Diego Velázquez – Juan Mateos.

## Linki zewnętrzne

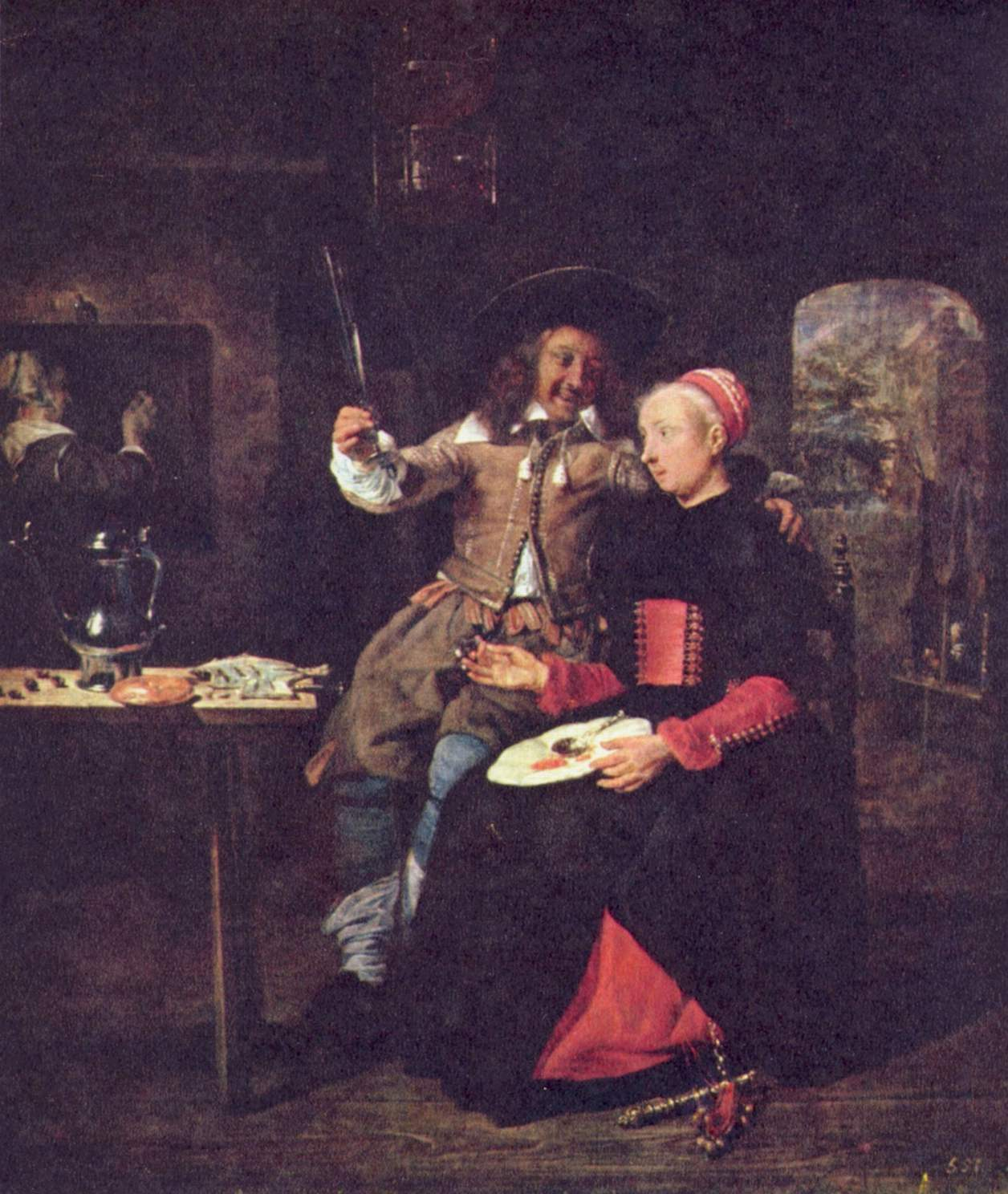
Gabriel Metsu – Portret artysty z żoną
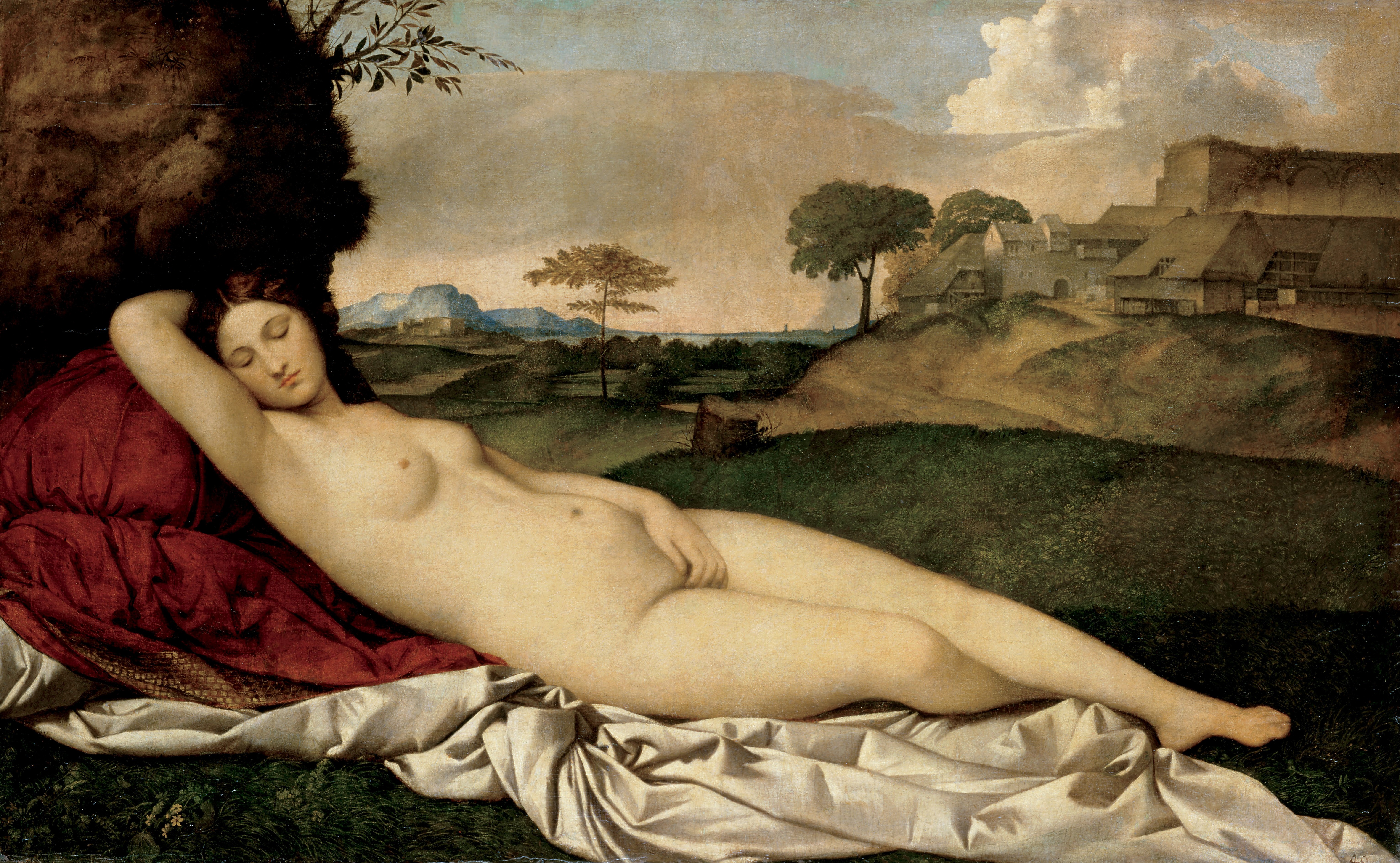
Giorgione – Śpiąca Wenus
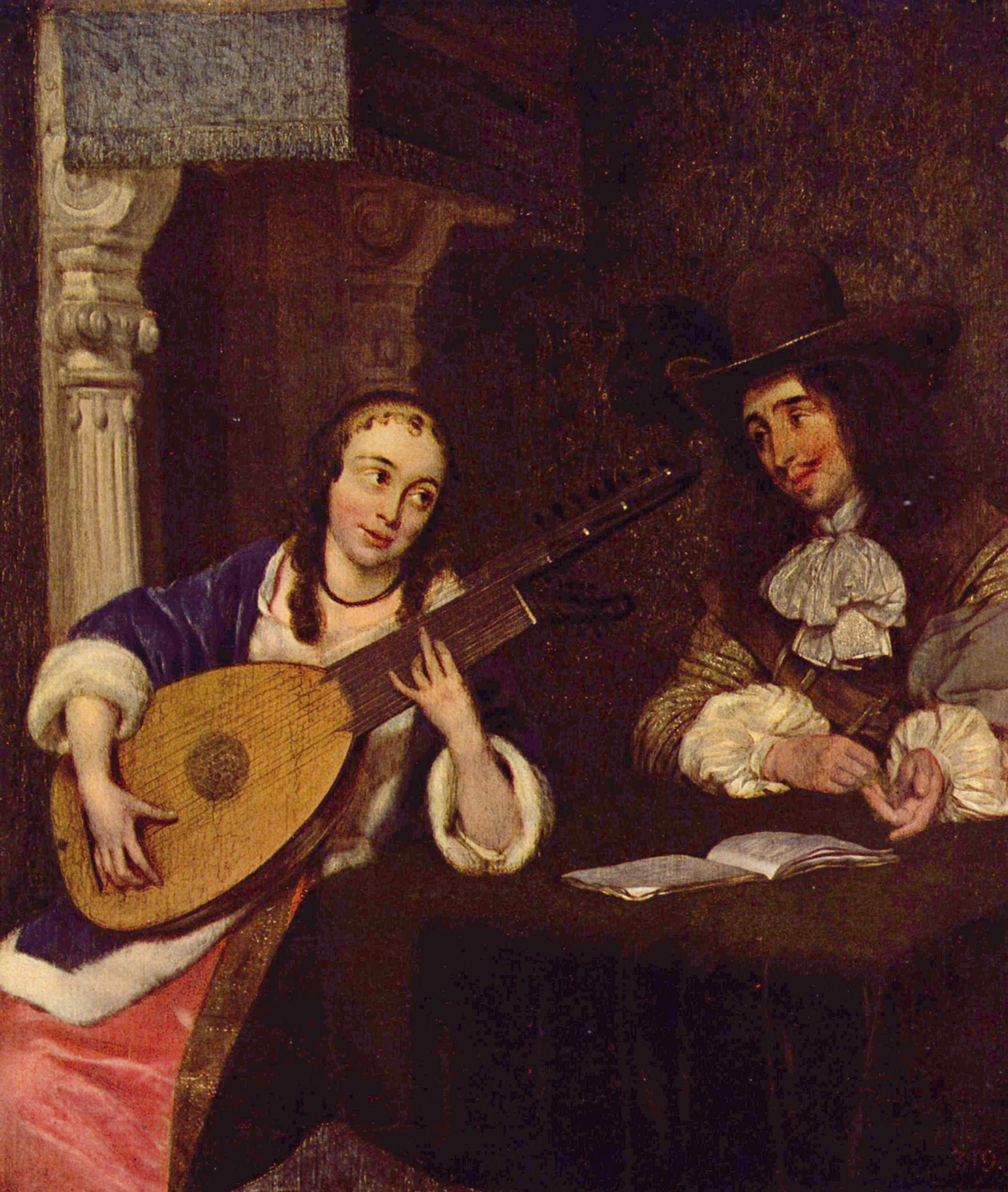
Gerard Terborch – Lutnistka
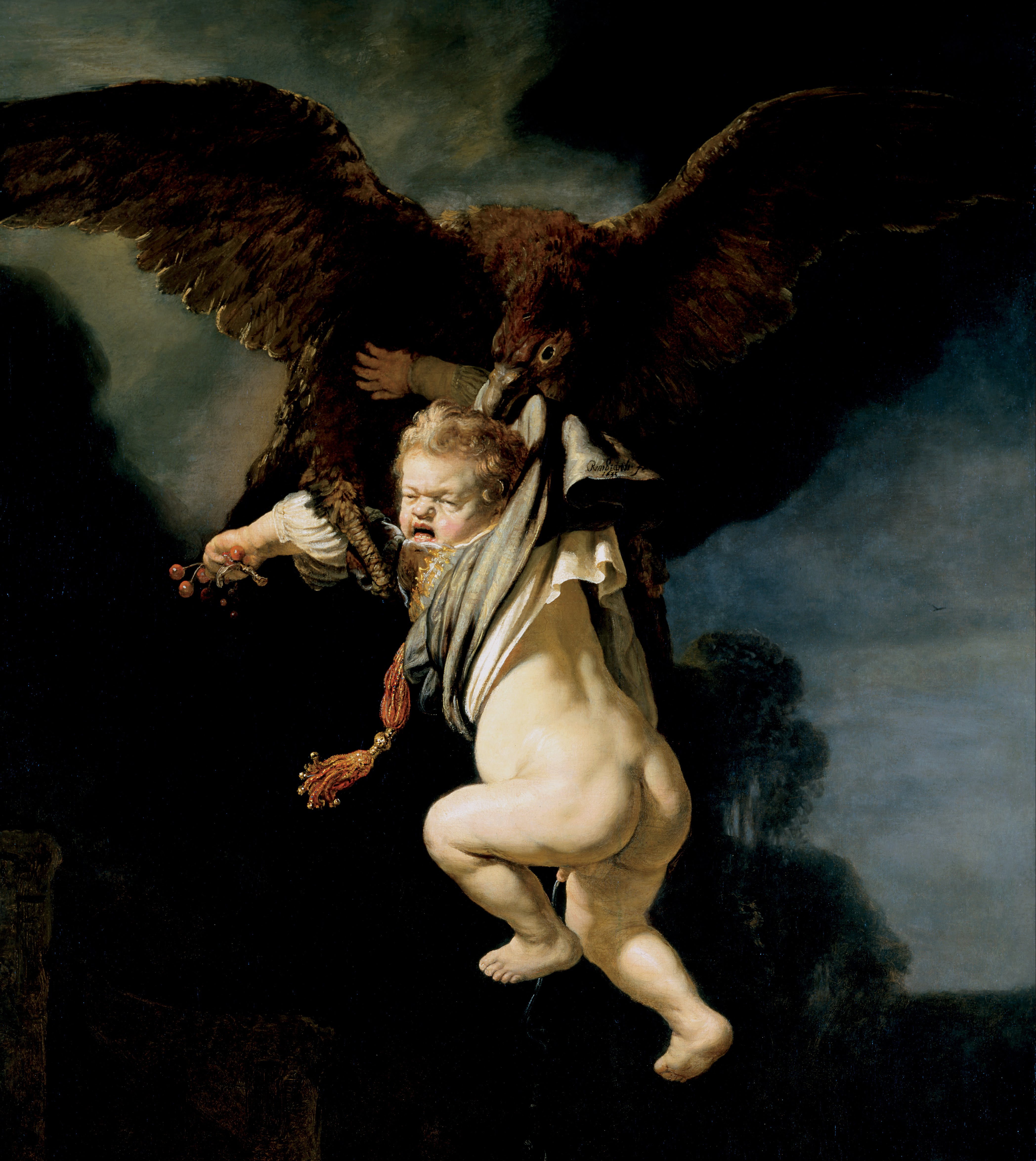
Rembrandt – Porwanie Ganimedesa
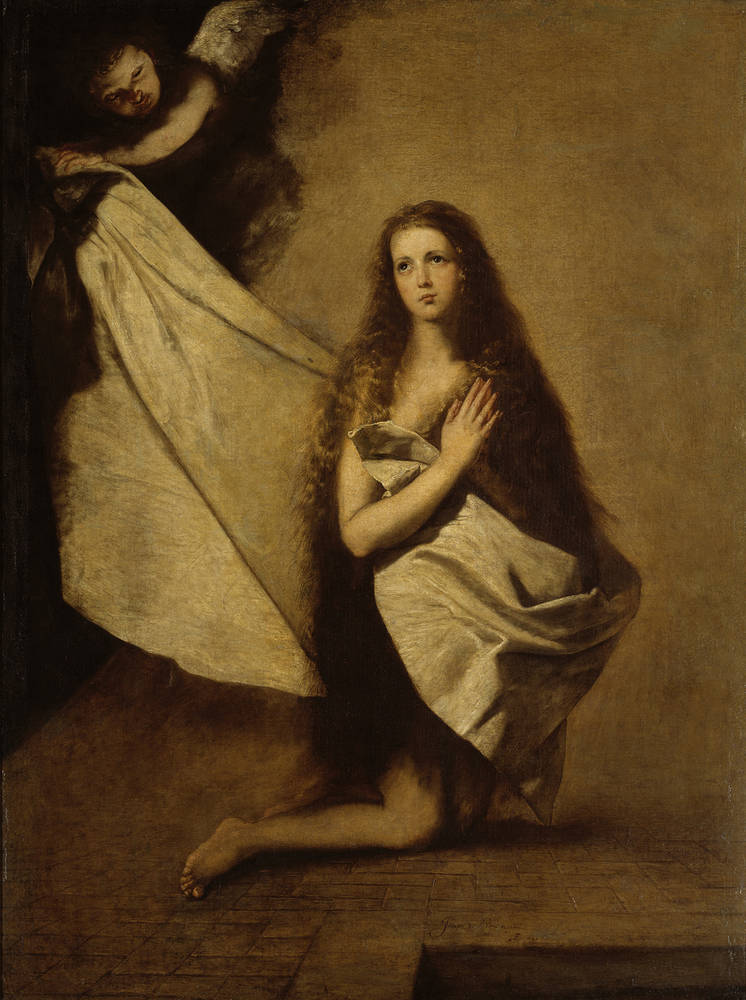
José de Ribera – Św. Agnieszka
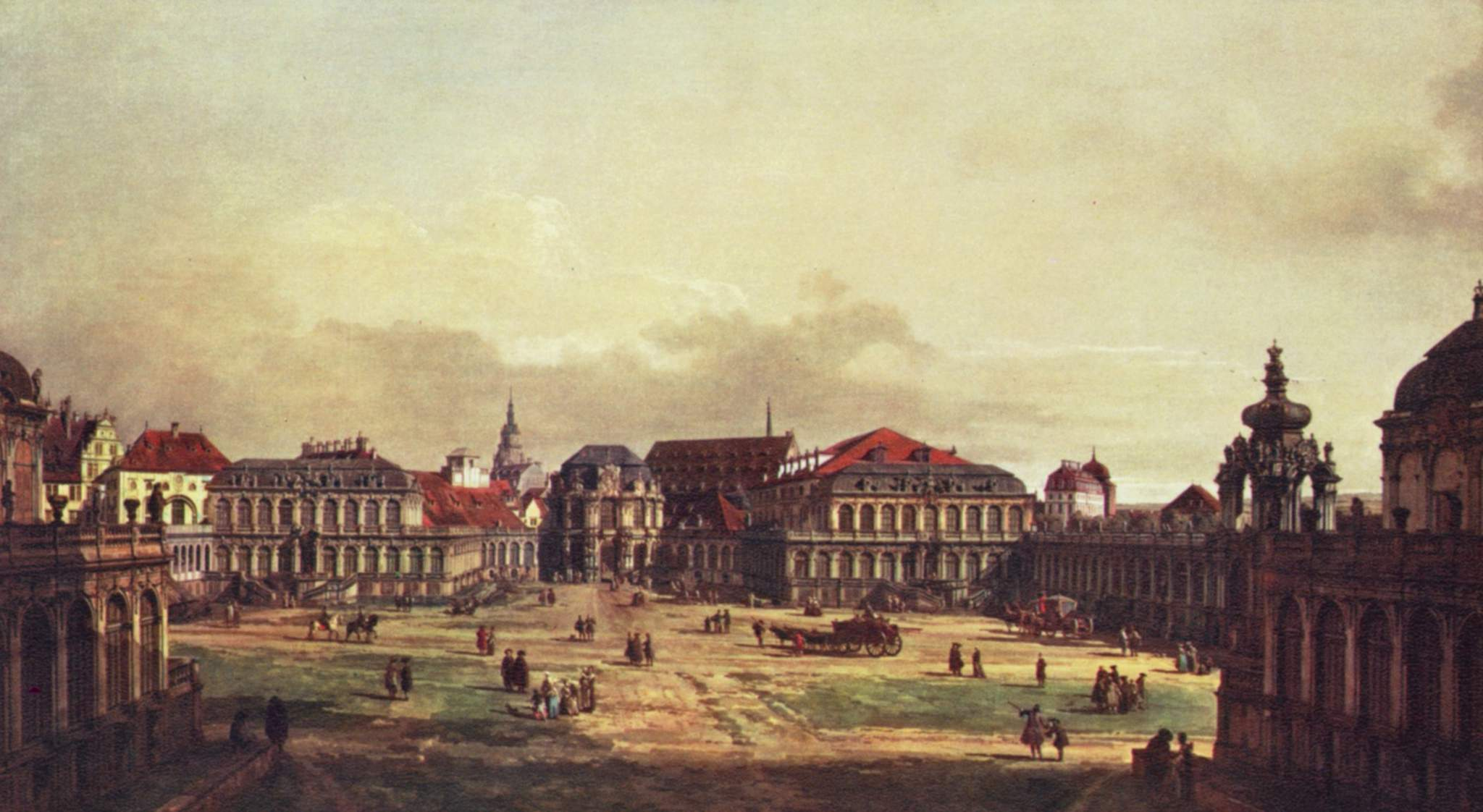
Bernardo Bellotto – Widok na Zwinger
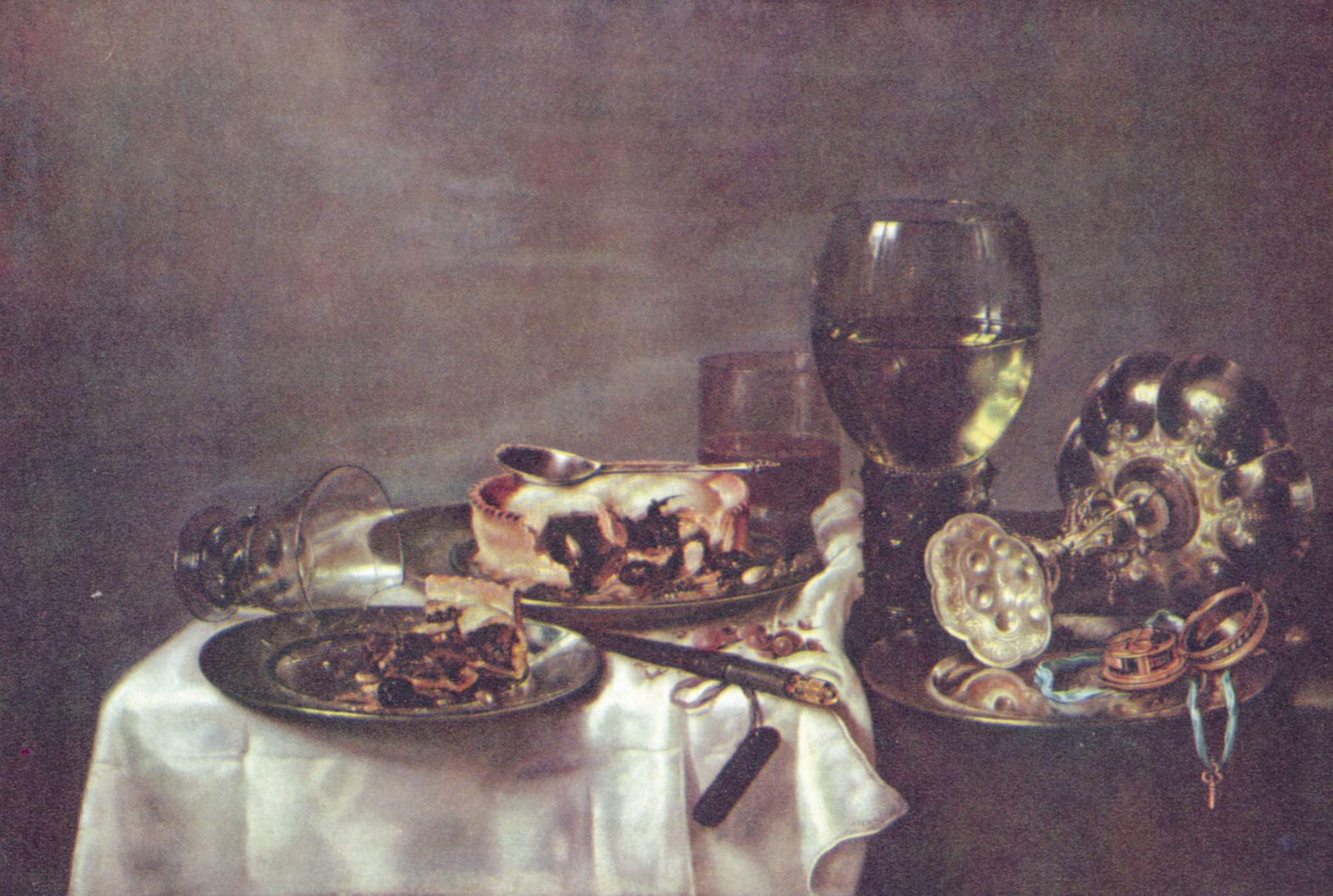
Willem Claesz. Heda – Martwa natura
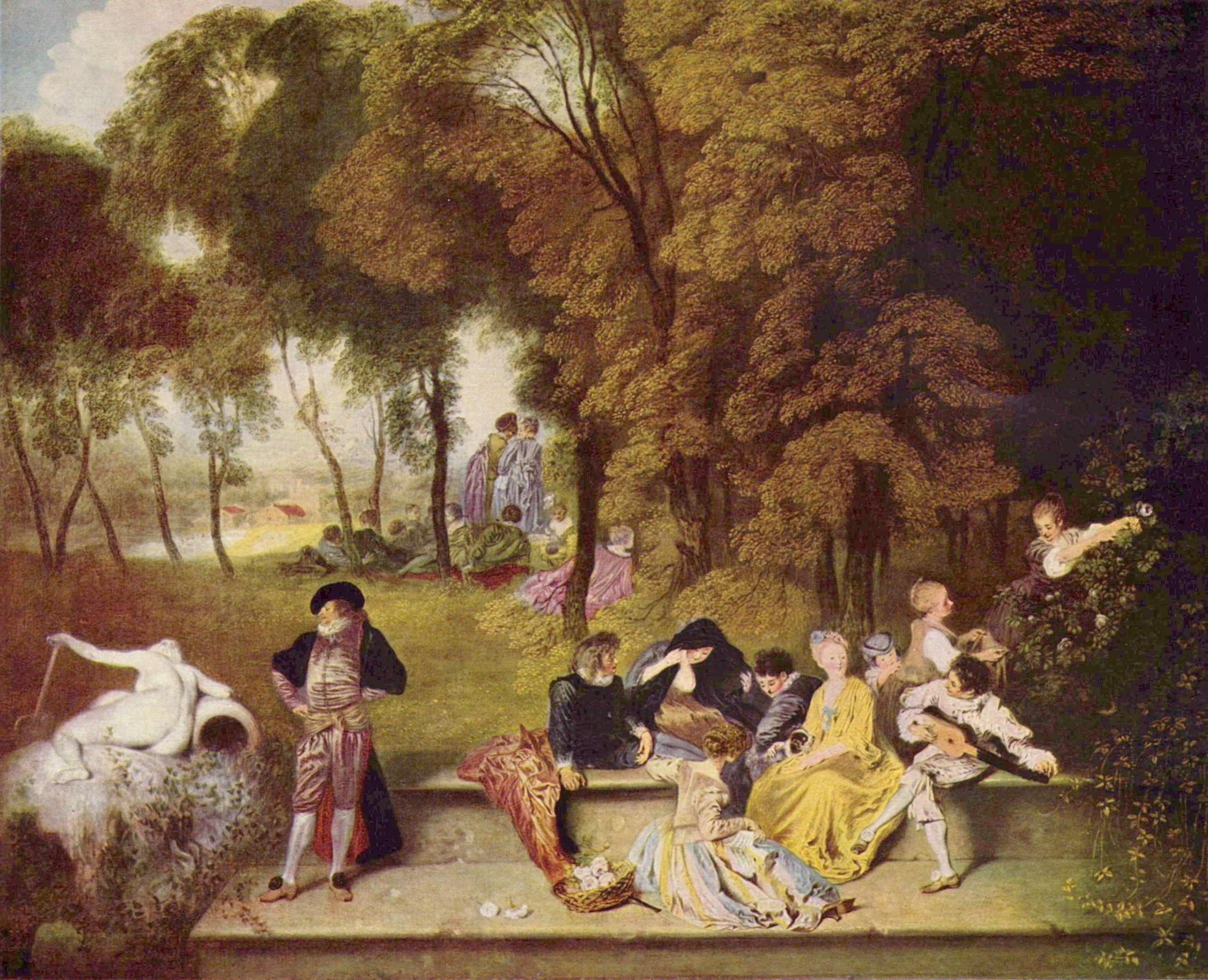
Antoine Watteau – Wesoła kompania